# Richmond (Yorkshire du Nord)
Pour les articles homonymes, voir Richmond.

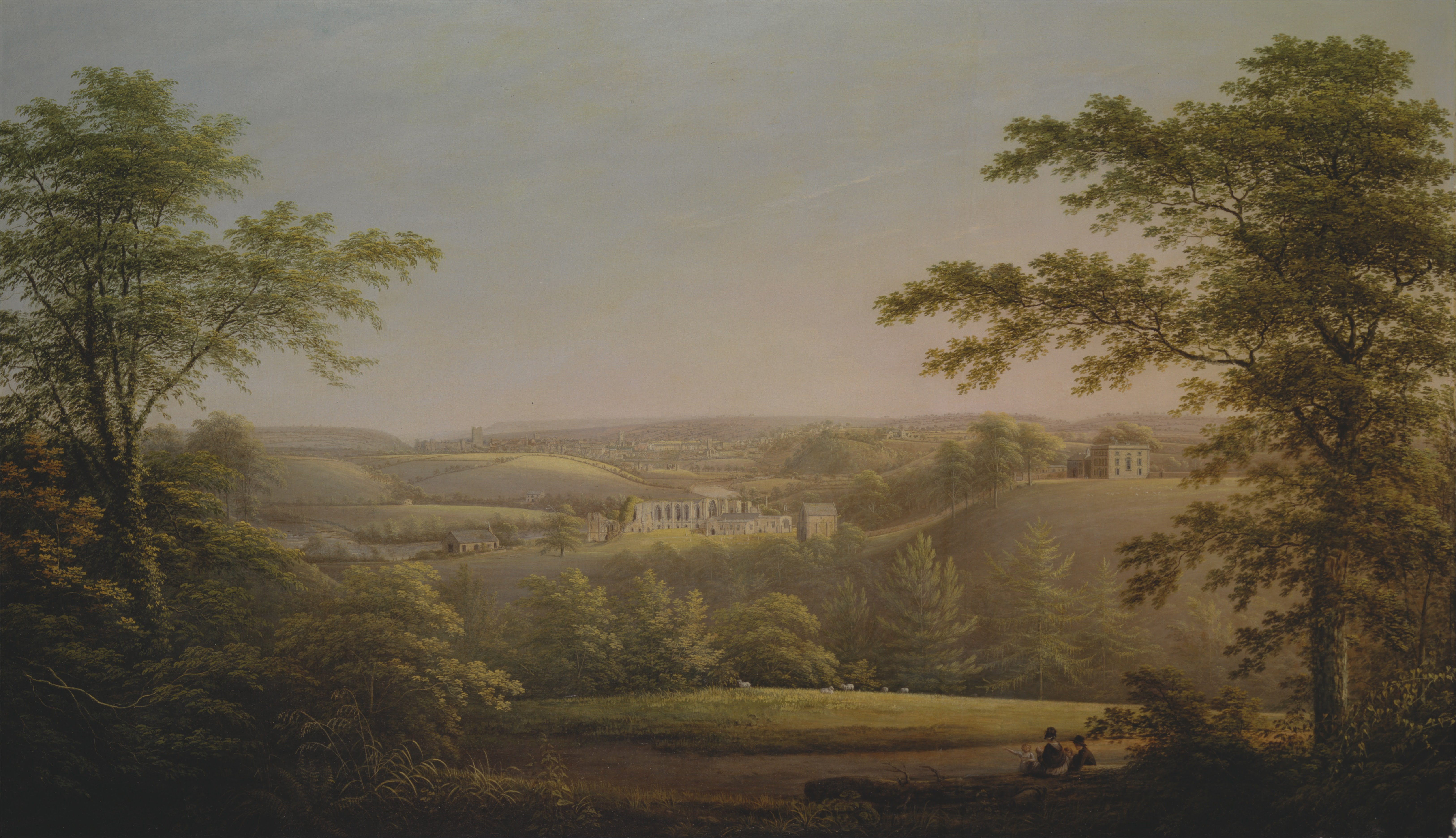
George Cuitt l'Ancien, Easby Hall and Easby Abbey with Richmond, Yorkshire in the Background (tableau avec Richmond en arrière-plan), vers 1800. Centre d'art britannique de Yale

Richmond est une ville située dans le Yorkshire du Nord en Angleterre, au Royaume-Uni. Elle est rattachée administrativement au district du Yorkshire du Nord.

## Géographie
Richmond est située sur les bords de la Swale, où le Swaledale s'ouvre sur la vallée de Mowbray, à 65 km au nord-ouest de York.  

## Histoire
Le nom de Richmond vient du français « riche mont », et désigne le nom donné au château construit par le Breton Alain le Roux, seigneur de Richmond, en 1071, sur les terres qu'il avait reçues de Guillaume le Conquérant à la suite de la conquête normande de l'Angleterre. Le château donna ensuite son nom à la ville.
Le château fort de Richmond fut probablement achevé avant la fin des années 1080. Il comprenait un donjon entouré de murs, enserrant un espace qui est de nos jours la « place du marché ». Le gros œuvre des murs d'enceinte date probablement de la même période.
Les seigneurs, puis comtes de Richmond, appartenaient à la maison de Penthièvre, et devinrent ducs de Bretagne. Cette double « allégeance », française pour la Bretagne, et anglaise pour Richmond, provoqua de vives tensions lors de la guerre de Succession de Bretagne.
Richmond fut alors donnée à Jean de Gand, duc de Lancastre, fondateur de la maison de Lancastre. Elle resta attachée aux ducs de Lancastre jusqu'au XVIIe siècle quand le titre fut donné à un fils illégitime de Charles II d'Angleterre.
Richmond fut un centre de foires et devint rapidement prospère. Aux XVIIe et XVIIIe siècles, l'industrie de la laine de la vallée de Swaledale se développa, ce qui permit à la ville de s'embellir de bâtiments à l'architecture géorgienne.
De 1974 à 2023, Richmond est le siège du district non métropolitain du comté de Richmond.

## Transports
La ville est traversée par la route A6136. 
De 1846 à 1970, Richmond était desservie par la ligne de chemin de fer Eryholme-Richmond. Aujourd'hui la gare la plus proche est celle de Darlington, sur la ligne principale de la côte Est.